# Олексіївка (пункт контролю)
47°59′41″ пн. ш. 28°55′34″ сх. д. / 47.99472° пн. ш. 28.92611° сх. д.
Олексі́ївка — пункт пропуску через Державний кордон України на кордоні з Молдовою (невизнана республіка Придністров'я).
Розташований в Одеській області, Подільський район, поблизу однойменного села, через яке проходить автошлях Т 1611. Із молдавського боку розташований пункт пропуску «Валя Туркулуй» поблизу села Слобода-Рашків, Кам'янський район, у напрямку Катеринівки, де перетинається із автошляхом М 4.
Вид пункту пропуску — автомобільний. Статус пункту пропуску — міждержавний. 
Характер перевезень — пасажирський, вантажний.
Окрім радіологічного, митного та прикордонного контролю, пункт пропуску «Олексіївка» може здійснювати лише фітосанітарний контроль.